# Менорка (баскетбольный клуб)
«Мено́рка» — испанский профессиональный баскетбольный клуб из города Маон, находящемся на острове Менорка, выступающий во втором по рангу дивизионе испанского чемпионата, Лиге LEB.

## История
Клуб был основан в 1950 году Карлосом Соуэрсом. Клуб долгое время выступал в низших дивизионах испанского чемпионата. В 1983 году клуб завоевал право участвовать в Сегунде, однако на следующий сезон снова вылетел в Терчеру, но вернулся в Сегунду через год. После этого ему удалось там закрепиться на более, чем 10 лет.
В 1994 году «Менорка» наконец смогла завоевать право выступать рангом выше — в лиге EBA. Проведя в ней три сезона, в 1997 году она поднимается во второй по старшинству дивизион, лигу LEB. В ней клуб провёл почти десять сезонов, пока в 2004/05 не финишировал на втором месте, что позволило ему на следующий год принять участие в лиге ACB, где он, однако, являлся аутсайдером и не поднимался выше 15-го места по итогам сезона.
По итогам сезона 2009/10 «Менорка» вылетела из лиги ACB обратно в лигу LEB, но уже на следующий год вернулась в высший дивизион, однако закрепиться в нём ей не удалось, и сезон 2011/12 клуб также проводит в лиге LEB.